# Camarea
Camarea es un género de plantas con flores con 17 especies perteneciente a la familia Malpighiaceae. Es originario de Sudamérica.

## Taxonomía
El género fue descrito por Augustin Saint-Hilaire  y publicado en Bull. Sci. Soc. Philom. Paris 1823: 133 en el año 1823. La especie tipo es Camarea ericoides A.St.-Hil.

## Especies
| - Camarea affinis - Camarea axillaris - Camarea discolor - Camarea elongata - Camarea ericoides - Camarea glazioviana | - Camarea hirsuta - Camarea humifusa - Camarea juncea - Camarea lanata - Camarea linearifolia - Camarea phylicoides | - Camarea pulchella - Camarea robusta - Camarea salicifolia - Camarea sericea - Camarea triphylla |